# Єременко Борис Степанович
Бори́с Степа́нович Єре́менко (* 1922 — ?) — радянський науковець, кандидат технічних наук. Лауреат Державної премії УРСР в галузі науки і техніки (1969).

## Життєпис
Станом на 1969 рік — кандидат технічних наук, заступник начальника Державного спеціального конструкторського бюро двигунів.
Лауреат Державної премії УРСР в галузі науки і техніки 1969 року: «Створення універсальних дизелів „СМД“ для тракторів, комбайнів та інших машин і організація їх спеціалізованого масового виробництва»; співавтори Гура Григорій Степанович, Карась Леонід Мойсейович, Маршал Федір Петрович, Пипенко Іван Петрович, Потейко Анатолій Дмитрович, Сахнюк Іван Іванович, Сєріков Іван Олександрович.